# Addicted to You (пісня Шакіри)
«Addicted to You» (укр. «Пристрастилася до тебе») — п'ятий сингл колумбійської співачки Шакіри з альбому «Sale el Sol», випущений 13 березня 2012 року лейблами Epic і Sony Music Latin.

## Музичне відео
28 березня 2012 року на офіційному фан-сайті співачки було оголошено кастинг серед фанатів і моделей латиноамериканського походження для того, щоб знятись у новому кліпі. Відеокліп був знятий Енді Мендером 29 березня 2012 року на ранчо у Валенсія (Каліфорнія).

## Списки композицій
| Альбомна версія | Альбомна версія   | Альбомна версія                                | Альбомна версія |
| #               | Назва             | Автор                                          | Тривалість      |
| --------------- | ----------------- | ---------------------------------------------- | --------------- |
| 1.              | «Addicted To You» | Шакіра, El Cata, Луїс Фернандо Очоа, Джон Гілл | 2:28            |

| Радіо версія | Радіо версія      | Радіо версія                                   | Радіо версія |
| #            | Назва             | Автор                                          | Тривалість   |
| ------------ | ----------------- | ---------------------------------------------- | ------------ |
| 1.           | «Addicted To You» | Шакіра, El Cata, Луїс Фернандо Очоа, Джон Гілл | 2:28         |

## Чарти
| Чарт (2012)                         | Найвища позиція |
| ----------------------------------- | --------------- |
| Мексика (Monitor Latino)            | 6               |
| Mexican Airplay                     | 15              |
| Іспанія (PROMUSICAE)                | 32              |
| США Billboard Latin Songs           | 28              |
| США (Latin Pop Airplay) (Billboard) | 10              |

## Історія виходу
| Регіон     | Дата            | Формат           | Лейбл      |
| ---------- | --------------- | ---------------- | ---------- |
| Аргентина  | 13 березня 2012 | Digital download | Sony Music |
| Бельгія    | 13 березня 2012 | Digital download | Sony Music |
| Бразилія   | 13 березня 2012 | Digital download | Sony Music |
| Колумбія   | 13 березня 2012 | Digital download | Sony Music |
| Франція    | 13 березня 2012 | Digital download | Sony Music |
| Італія     | 13 березня 2012 | Digital download | Sony Music |
| Мексика    | 13 березня 2012 | Digital download | Sony Music |
| Португалія | 13 березня 2012 | Digital download | Sony Music |
| Іспанія    | 13 березня 2012 | Digital download | Sony Music |
| США        | 13 березня 2012 | Digital download | Sony Music |